# ゼロ (たむらぱんの曲)
「ゼロ」は、日本の歌手たむらぱんの2枚目のシングルである。2008年11月12日発売。発売元はコロムビアミュージックエンタテインメント。

## 概要
通常盤と初回生産限定盤の二種リリース。初回限定盤には3パターンの「ゼロ」のPVを収録したDVD付き。PVではたむらぱん（田村歩美名義）とSTUDIO 4℃がコラボレーションして作製されている。

## 収録曲

### CD
1. ゼロ[3:44]
作詞・作曲・編曲：田村歩美
2. テレパシー[3:20]
作詞・作曲・編曲：田村歩美
3. いいよ[3:52]
作詞・作曲・編曲：田村歩美
4. まやかしの街[2:32]
作詞・作曲・編曲：田村歩美

### DVD (初回生産限定盤のみ)
1. ゼロ (original ver.)
2. ゼロ (morimoto×tamura Remix ver.)
3. ゼロ (Genius Party Beyond Mix ver.)

## 収録アルバム
- オリジナル『ノウニウノウン』（2009年6月3日）

## タイアップ
- ゼロ：STUDIO 4℃アニメ映画「ジーニアス・パーティ・ビヨンド」エンディングテーマ
- テレパシー：「NTTドコモ四国」CMソング